# Cirkus (antické sportoviště)

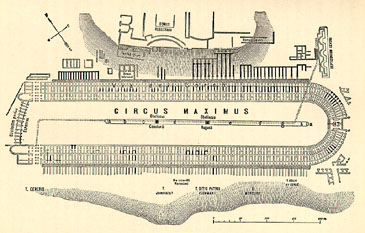
Plány sportoviště Circus Maximus

Cirkus či circus byl název pro nekryté venkovní sportoviště starověkého Říma, kde se konaly různé veřejné události. Římské cirky se vzhledově podobaly hippodromům, ty byly starší – pocházely z antického Řecka, a měly ale trochu jinou funkci, podobu i konstrukci. Spolu s antickými divadly, amfiteátry, arénami či většími stadiony byly cirky ve své době hlavně zábavními stavbami.
Sloužily pro závody koňských povozů, dostihy i pro gladiátorské hry. Prostor cirku se skládal z dvou rovnoběžným závodních drah, které byly odděleny středním pruhem. Tuto plochu obklopovaly prostory pro diváky. Za příkladnou stavbu tohoto druhu se považuje římské sportoviště Circus Maximus, které mělo rozměry 621 na 118 metrů a dění v něm mohlo sledovat až 200 tisíc diváků.